# Mayumi Ōkutsu
Mayumi Ōkutsu (jap. 大久津 真由美, Ōkutsu Mayumi; * 12. Juli 1968 in Obihiro, Hokkaidō als Mayumi Seguchi (瀬口 真由美, Seguchi Mayumi)) ist eine japanische Curlerin. 
Ihr internationales Debüt hatte Ōkutsu bei der Curling-Weltmeisterschaft der Damen 1990 in Västerås, sie blieb aber ohne Medaille. 1991 gewann sie bei der Curling-Pazifikmeisterschaft in Sagamihara mit der Goldmedaille ihr erstes Edelmetall. 
Ōkutsu spielte als Skip der japanischen Mannschaft bei den XVI. Olympischen Winterspielen in Albertville und den XVIII. Olympischen Winterspielen in Nagano im Curling. Die Mannschaft belegte 1992 den achten Platz und 1998 den fünften Platz.

## Erfolge
- Pazifikmeisterin 1991, 1993, 1995, 1996, 1997